# Bunker de Falkenhagen
 (août 2019).
Le Bunker de Falkenhagen est un complexe industriel militaire abandonné situé au nord de la ville de Falkenhagen (de), dans le district de Märkisch-Pays de l'Oder, dans le Brandebourg, en Allemagne.
Il a été conçu à l'origine par l'Allemagne nazie pour la production de N-stoff (trifluorure de chlore); il n'a jamais atteint son potentiel avant d'être envahi par l'armée soviétique en 1945. Le site a finalement été reconstruit par le pacte de Varsovie pour devenir son principal bunker de commandement et de contrôle en dehors de l'Union soviétique.

## Allemagne nazie: 1938-1945
Sous le nom de code N-Stoff (« substance N »), l'institut Kaiser-Wilhelm de l'Allemagne nazie a étudié le trifluorure de chlore pour des applications militaires dès le début de la Seconde Guerre mondiale. Des essais ont été réalisés sur des maquettes des fortifications de la ligne Maginot, la substance s'est révélée être une arme efficace combinant les effets incendiaires et les gaz toxiques.
À partir de 1938, la construction d'une fabrique de munitions de 14 000 m2, partiellement bunkerée et partiellement souterraine, à Falkenhagen, devait produire 50 tonnes de N-stoffN-Stoff par mois, ainsi que du sarin. Cependant, au moment de sa capture par l’Armée rouge en 1945, l’usine n’avait produit qu’environ 30 à 50 tonnes, pour un coût de plus de 100 marks allemands par kilogramme. Le N-Stoff n'a jamais été utilisé pendant la guerre.

## Armée soviétique: 1945-1993
Après la fin de la Seconde Guerre mondiale, les Soviétiques conscients de la capacité nucléaire et chimique de l’armée américaine, le destin du complexe de Falkenhagen fut garanti en tant que centre de recherche. On sait peu de choses sur les recherches exactes qui ont été entreprises, mais le complexe a fonctionné comme une installation de l'armée soviétique tout au long des années 1950.
En 1965, les pays du pacte de Varsovie ont créé un poste de commandement principal à Falkenhagen. Les bunkers ont été agrandis et rénovés, et une technologie de communication complexe a été installée, créant un bunker souterrain à la pointe de la technologie, résistant à la guerre nucléaire et chimique, doté d'installations de soutien. D'après les renseignements créés par les alliés occidentaux, le complexe était considéré comme le principal bunker du pacte de Varsovie en dehors de l'Union soviétique. Développé au fil des ans, ce complexe industriel, jadis rare, possédait un village militaire soviétique comprenant un théâtre, des magasins, une école, des logements et des installations médicales.

## Abandon: 1993-présent
Lors de la réunification de l'Allemagne de l'Est et de l'Ouest, entre 1989 et 1990, les Soviétiques ont accepté de restituer leurs bases aux autorités allemandes en 1994. Ils ont passé trois ans à débarrasser le bunker de Falkenhagen de tout signe d'occupation militaire, ne laissant que le béton durci souterrain ainsi que les structures quand ils ont quitté le complexe en 1993.

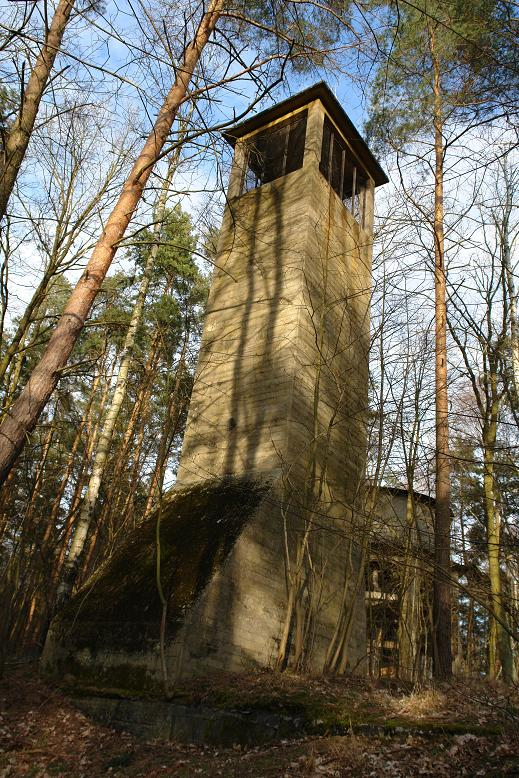
Tour d'entrée d'air
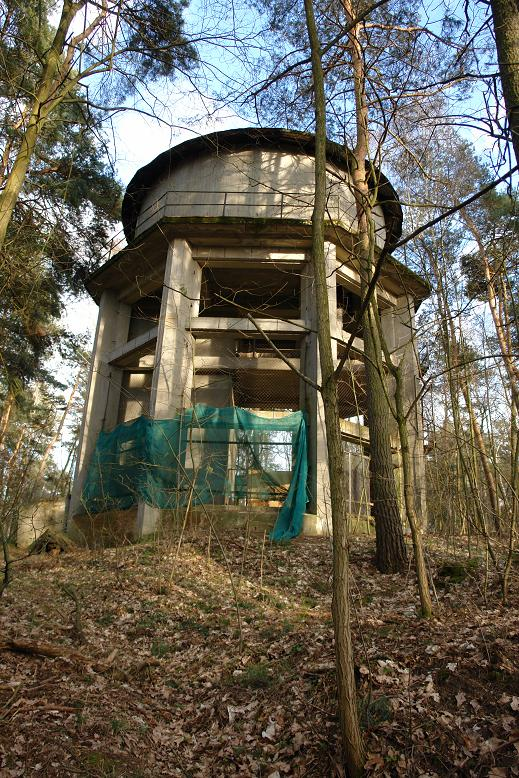
Réservoir d'eau
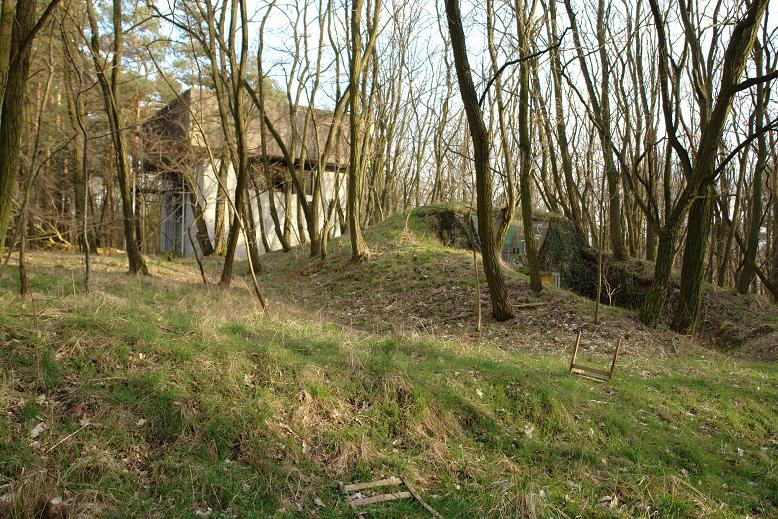
Tour no 1
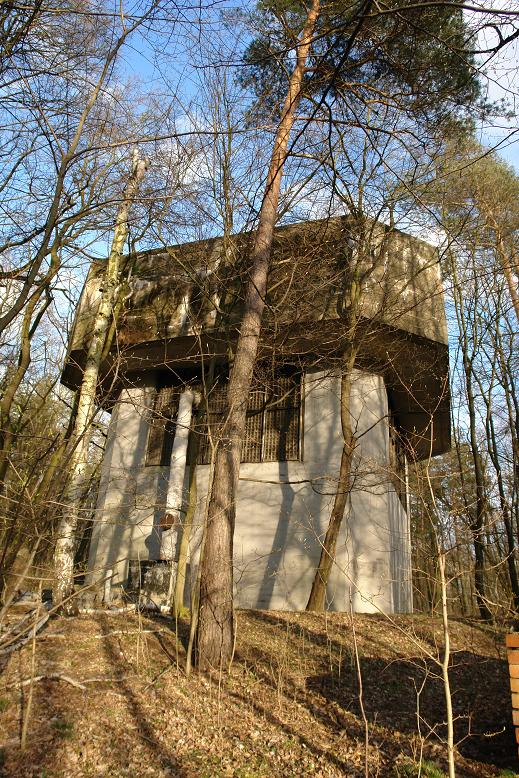
Tour no 2
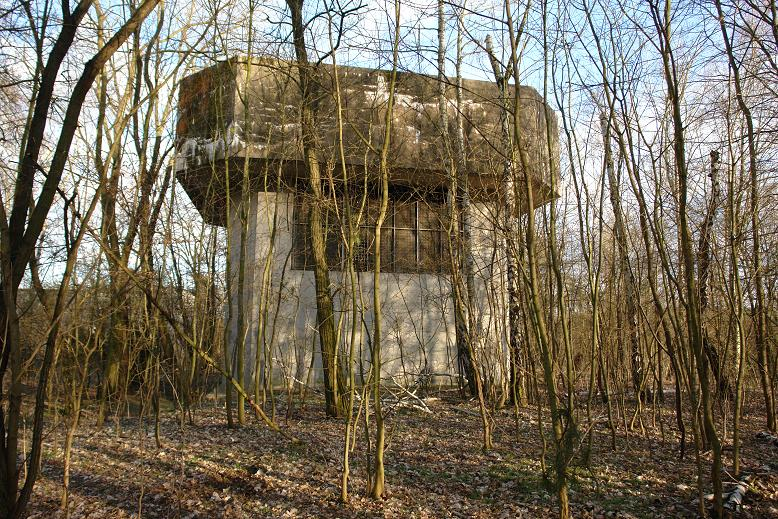
Tour no 3
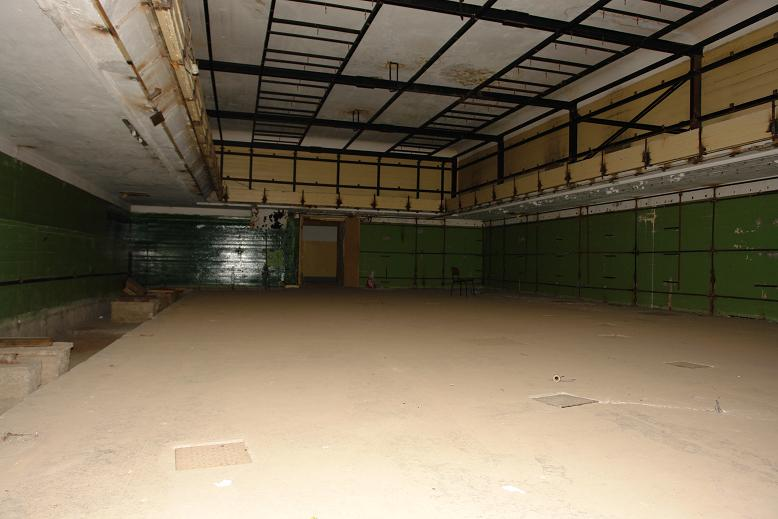
Poste de commandement opérationnel au 2e sous-sol
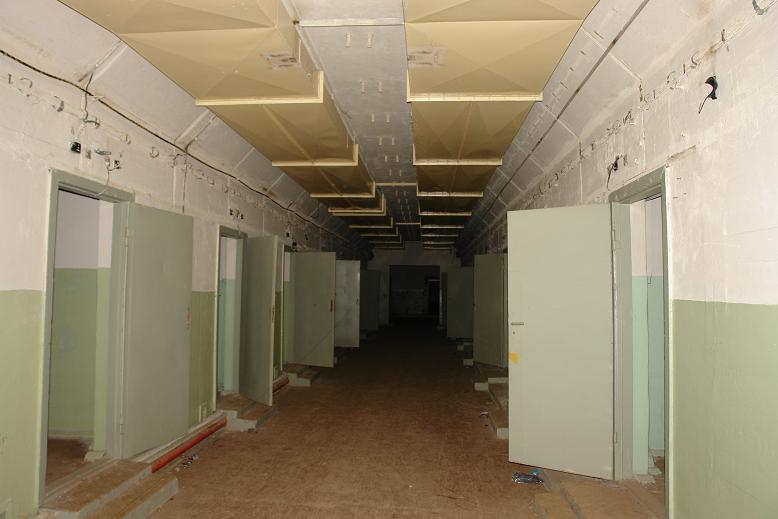
Couloir au 4e sous-sol